# هانا بالابانوا
هانا بالابانوا (اوکراینی: Ганна Балабанова؛ زادهٔ ۱۰ دسامبر ۱۹۶۹) قایقران کایاک، و قایقران کانو اهل اوکراین است.